# Choirilos
Choirilos (latin Chærilus) var en episk skald från Samos som levde omkring 470 f.Kr.
I en omfångsrik dikt med titeln Perseis eller Persiká (persersången), varav några fragment bevarats till vår tid, besjöng han grekernas seger över perserkungen Xerxes I. Han levde bland annat hos den spartanske generalen Lysandros och vid den makedoniske kungen Archelaos hov i Edessa, där han dog.